# Giang Nam

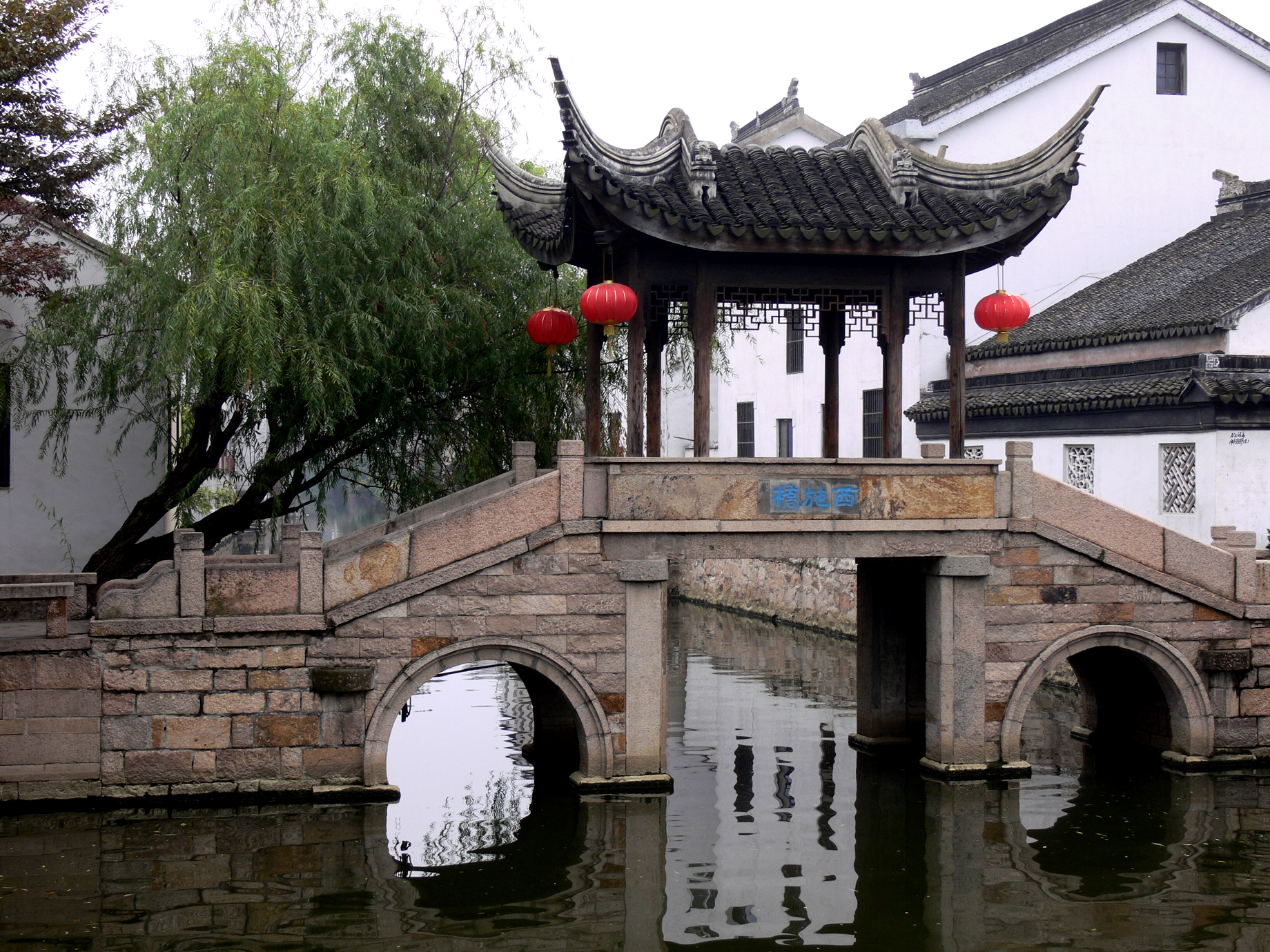
Tây Thi kiều, Mộc Độc cổ trấn, Tô Châu

Giang Nam (phía nam của sông, tiếng Trung: 江南; bính âm: Jiāngnán; Wade–Giles: Chiang-nan) là tên gọi trong văn hóa Trung Quốc chỉ vùng đất nằm về phía nam của hạ lưu Trường Giang (Dương Tử), là con sông dài nhất châu Á, bao gồm cả vùng phía nam của đồng bằng Trường Giang, nơi tập trung của các cư dân sử dụng tiếng Ngô.

## Địa lý

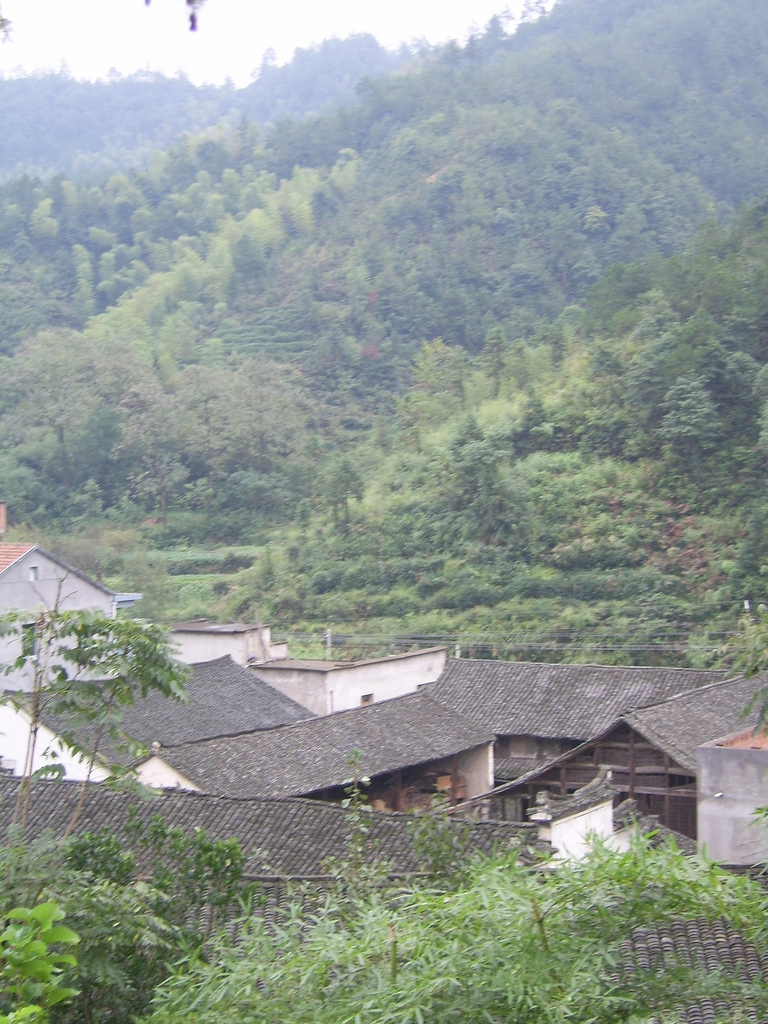
Nông thôn Giang Nam

Vùng đất Giang Nam thường được xác định là bao gồm thành phố Thượng Hải, phía nam của tỉnh Giang Tô và tỉnh An Huy, phía bắc của tỉnh Giang Tây và tỉnh Chiết Giang. Khu vực quanh hồ Động Đình và một số khu vực của tỉnh Phúc Kiến đôi khi cũng được tính là thuộc vùng Giang Nam. Các thành phố quan trọng nhất của Giang Nam là Thượng Hải, Nam Kinh, Ninh Ba, Hàng Châu, Tô Châu, Vô Tích, Thường Châu và Thiệu Hưng.